# Mierucinek (kolonia)
Mierucinek – kolonia w Polsce, położona w województwie kujawsko-pomorskim, w powiecie mogileńskim, w gminie Dąbrowa.

## Podział administracyjny
W latach 1975–1998 miejscowość administracyjnie należała do województwa bydgoskiego.

## Demografia
Według Narodowego Spisu Powszechnego (III 2011 r.) liczyła 23 mieszkańców. Jest najmniejszą co do wielkości miejscowością gminy Dąbrowa.